# 風間辰一
風間 辰一（かざま たつふみ、1962年4月5日 - ）は、日本の政治家。長野県議会議員（6期）。第88代長野県議会議長。

## 来歴
長野県長野市出身。長野県長野吉田高等学校、早稲田大学卒業。衆議院議員秘書を経て、1995年（平成7年）4月、長野県議会議員選挙に出馬し初当選。2003年（平成15年）の選挙で落選するも、2007年（平成19年）4月の県議会議員選挙で返り咲き、2011年（平成23年）4月、4期目の当選を果たす。その間、自民党県議団幹事長、農政林務委員長、土木住宅委員長、総務警察委員長、議会運営委員会副委員長、社会衛生委員会副委員長、文教企業委員会副委員長を歴任。
2014年（平成26年）3月、長野県議会議長選に立候補。共産党県議団の石坂千穂県議との選挙で47票を獲得（石坂県議は8票獲得）、第88代長野県議会議長に選出される。なお、議長選が選挙戦になったのは、2007年以来7年振りであった。
祖父は第41代、第48代長野県議会議長の風間和夫（故人）元県議。祖父と孫で議長になるのは、長野県政史上初めてである。
2015年（平成27年）4月の県議会議員選挙では12,380票を獲得し、長野市選挙区でトップ当選にて5期目の再選を果たす。